# روبرتو روزتی
روبرتو روزتی (به ایتالیایی: Roberto Rosetti) داور بین‌المللی ایتالیایی فوتبال است. وی را یکی از بهترین داوران تاریخ فوتبال دانسته‌اند.
وی به زبان‌های انگلیسی، فرانسوی و ایتالیایی تسلط دارد. روزتی علاوه بر فعالیت به‌عنوان یک داور، مدیر یک بیمارستان نیز هست.او داور دربی شماره 54 پایتخت بین تیم های استقلال و پرسپولیس که با نتیجه 1-1به پایان رسید.

## زندگی‌نامه
روزتی در ۱۸ سپتامبر سال ۱۹۶۷ در شهر تورین، واقع در ایالت پیدمونت ایتالیا متولد شد. مادر او از اهالی کرواسی و پدر او ایتالیایی است.

وی در نوزدهم آوریل ۱۹۹۸، بازی بین ۲ تیم سامپدوریا و ناپولی را سوت زد که اولین قضاوت وی در سری آ محسوب می‌شود.

وی در سال ۲۰۰۰، در چند بازی از مسابقات زیر ۱۶ ساله‌های اروپا را قضاوت کرد. روزتی در اول ژانویه ۲۰۰۲ مدرک بین‌المللی داوری را اخذ کرد و به عضویت رسمی داوران فیفا درآمد. وی تنها یازده روز بعد از اخذ مدرکش، اولین بازی بین‌المللی خود را بین دو تیم تونس و کامرون قضاوت کرد. وی در تورنومنت‌های زیادی به قضاوت پرداخته که از آن جمله می‌توان به جام جهانی جوانان در سال ۲۰۰۳ در کشور امارات عربی متحده اشاره کرد. روزتی در فینال آن مسابقات را نیز سوت زد. همچنین جام کنفدراسیونها در سال ۲۰۰۵ در کشور آلمان که در آن تورنمنت در سه مسابقه سوت زد. حساس‌ترین مسابقه وی در این مسابقات، بازی بین دو تیم برزیل و آرژانتین بود.
از جمله بازی‌های حساسی که وی در کالچو قضاوت کرده‌است، داربی میلان و اینتر در سال ۲۰۰۲ و همچنین داربی رم و لاتزیو در همان سال را می‌توان یاد کرد.
روزتی در سال ۲۰۰۲ دربی استقلال و پرسپولیس را در تبریز سوت زد. البته هنگامی که او به ایران آمد سابقه درخشانی در کارنامه خود نداشت. او در این چند سال استعداد خود را به خوبی نشان داد تا جایی که کارشناسان به او لقب «وارث کولینا» داده‌اند. آمار کارت‌های وی تقریباً در هر بازی پنج کارت زرد است. روزتی سابقه قضاوت در جام یوفا را هم دارد.

### جام جهانی ۲۰۰۶ آلمان
روزتی را می‌توان جوانترین و کم تجربه‌ترین داور این سری از مسابقات نامید. وی از ابتدا در لیست داوران برای قضاوت در جام جهانی حضور نداشت، ولی رد شدن کمک داور اسپانیایی در تست بدنی باعث شد تا میختو انریکه گونزالس و دیگر کمکش از لیست خط بخورند و روزتی جوان به همراه دو کمک داور ایتالیایی که در لیست ذخیره بودند، ب جای آن‌ها قرار گیرند. تیم داوری ایتالیایی با پشت سر گذاشتن تست‌های آمادگی جسمانی جایگزین داوران اسپانیایی شدند.
روزتی در این مسابقات مسئولیتی سنگین داشت. بعد از افشای تخلفات یوونتوس و زد و بندهای پشت پرده مدیر این باشگاه در چیدمان داوری و همچنین نقش داشتن ماسیمو دی سانتیز دیگر داور ایتالیایی در این جریانات (که پیش از این در لیست داوران قضاوت‌کننده در جام قرار داشت) اذعان عمومی را نسبت به داوران ایتالیا با شک و تردید مواجه کرد.
او با یک متر و ۹۰ سانتی‌متر عنوان بلند قامت‌ترین داور جام جهانی ۲۰۰۶ آلمان را یدک می‌کشید. عنوانی که در دو دوره قبل از آن کیم میلتون نیلسن دانمارکی بود.
| #  | زمان               | مکان برگزاری                     | تیم      | تیم               | نتیجه | مرحله تورنمنت |
| -- | ------------------ | -------------------------------- | -------- | ----------------- | ----- | ------------- |
| ۱. | ۲۰ ژوئن ۲۰۰۶ ۲۱:۰۰ | فریتز-والتر اشتادیون کایزرسلاترن | پاراگوئه | ترینیداد و توباگو | ۰–۲   | گروه B        |
| ۲. | ۱۶ ژوئن ۲۰۰۶ ۱۵:۰۰ | ولتینس آرنا گلزن کرشن            | آرژانتین | صربستان           | ۰–۶   | گروه C        |
| ۳. | ۱۱ ژوئن ۲۰۰۶ ۱۸:۰۰ | استادیوم فرانکن نورنبرگ          | ایران    | مکزیک             | ۳–۱   | گروه D        |
| ۴. | ۲۷ ژوئن ۲۰۰۶ ۱۷:۰۰ | آ و د-آرنا هانوفر                | اسپانیا  | فرانسه            | ۳–۱   | یک‌هشتم نهایی  |

### جام ملت‌های ۲۰۰۸ اروپا
در سیزدهمین دوره جام ملتهای اروپا که به‌طور مشترک در سوئیس و اتریش صورت گرفت، وی به عنوان داور دیدار افتتاحیه، داور فینال و پرکارترین داور این دوره با ۴ بازی انتخاب شد.
| #  | زمان               | مکان برگزاری                    | تیم       | تیم    | نتیجه                  | مرحله تورنمنت  |
| -- | ------------------ | ------------------------------- | --------- | ------ | ---------------------- | -------------- |
| ۱. | ۷ ژوئن ۲۰۰۸ ۱۸:۰۰  | سنت ژاکوب پارک بازل             | جمهوری چک | سوئیس  | ۰–۱                    | گروه A         |
| ۲. | ۱۴ ژوئن ۲۰۰۸ ۲۰:۴۵ | والز سیزنهایم اشتادیون سالزبورگ | روسیه     | یونان  | ۰–۱                    | گروه D         |
| ۳. | ۲۰ ژوئن ۲۰۰۸ ۲۰:۴۵ | ارنست هاپل اشتادیون وین         | ترکیه     | کرواسی | ۱–۱ (۱–۳) ضربات پنالتی | یک چهارم نهایی |
| ۴. | ۲۹ ژوئن ۲۰۰۸ ۲۰:۴۵ | ارنست هاپل اشتادیون وین         | اسپانیا   | آلمان  | ۰–۱                    | فینال          |

### جام جهانی ۲۰۱۰ آفریقای جنوبی
فیفا اسامی ۳۰ داور از ۲۸ کشور به همراه کمکهای اول و دومشان را برای قضاوت در جام جهانی اعلام کرده که تیم داوری وی متشکل از روزتی به عنوان داور اول، پائولو کالچاگنو، کمک داور اول و کمک داور دوم، استفانو آیرولدی، هر سه از ایتالیا می‌باشد.

## افتخارات
روزتی در سال ۲۰۰۸ به عنوان بهترین داور سال جهان انتخاب شد. فدراسیون بین‌المللی آمار و تاریخ فوتبال جهان روبرتو روزتی را با ۲۰۴ امتیاز به عنوان بهترین قاضی فوتبال در سال ۲۰۰۸ برگزید. در این رده‌بندی لوبوس میشل داور اهل اسلوونی با ۱۲۶ امتیاز نفر دوم شد و در مکان سوم فرانک دبلکر اهل بلژیک با ۱۶ امتیاز سوم شد. همچنین وی در بین بهترین داوران تمام ادوار، در مقام نوزدهم قرار گرفت. او شش بار به عنوان داور سال سری آ انتخاب شده‌است.